# Осокин, Николай Евграфович
Никола́й Евгра́фович Осо́кин (9 [21] октября 1877, Казань — 10 октября 1949, Москва) — русский советский врач-невролог и нейроанатом, профессор, доктор медицинских наук (1915).

## Биография
Родился 9 (21) октября 1877 года в семье профессора и ректора Иммераторского Казанского университета. После окончания в 1901 году курса медицинских наук в Казанском университете был удостоен степени лекаря с отличием. Был одним из любимых учеников выдающегося невропатолога Л. О. Даркшевича.
Позже Казанским учебным округом Н. Е. Осокину была предоставлена стипендия им. Аристова на двухлетний срок до 1903 года.
В декабре 1902 года он был избран сверхштатным ординатором клиники нервных болезней Казанского университета.
В качестве врача Российского общества Красного Креста в Восточной Сибири участвовал в русско-японской войне 1904—1905 г.
В 1906 году поселился в Саратове, где до 1907 года работал врачом психологии, а затем до 1909 года — консультантом при Саратовской детской больнице и других лечебных учреждениях. После открытия Саратовского университета с 1909 года был прозектором при кафедре физиологии, с 1913 года — старший ассистент при кафедре нервных и душевных болезней.
В 1910, 1912 и 1913 годах работал в клиниках и научных институтах Берлина и Берна.
В 1915 году защитил докторскую диссертацию «К учению о внутренней отделительной деятельности щитовидной железы при физиологических и некоторых патологических условиях» и стал приват-доцентом кафедры нервных и душевных болезней, а также профессором кафедры факультетской клиники нервных болезней университета в Саратове.
По совместительству в 1917—1921 годах — профессор кафедры диагностики нервных болезней Саратовских женских высших курсов, в 1918—1922 годах — заведующий нервно-психиатрическим отделом психоприёмника и медицинско-педагогическим пунктом, в 1925—1930 годах консультант при 2-й совбольнице.
Профессор Н. Е. Осокин организовал первое в Саратове детское психоневрологическое учреждение.
С 1930 года — консультант в поликлиниках лечебно-санитарного управления (Лечсанупр Кремля), 2-го Московского медицинского института.
В 1934—1936 годах — заведующий кафедрой нервных болезней Свердловского медицинского института (теперь Уральская государственная медицинская академия).
С февраля 1936 по январь 1937 года — заведующий нервным отделением, затем консультант клинической больницы Московско-Курской железной дороги.
С февраля по октябрь 1937 года — профессор, заведующий кафедрой нервных болезней Томского медицинского института. После отъезда из Томска некоторое время заведовал кафедрой нервных болезней Свердловского медицинского института.
Во время Великой Отечественной войны занимался лечением раненых, был консультантом-невропатологом ряда госпиталей в Казани и Москве.
Занимался общественной деятельностью. В 1923—1930 годах избирался председателем общества невропатологов и психиатров им. Л. О. Даршкевича при Саратовском университете.
Умер в Москве 10 октября 1949 года и был похоронен на Новодевичьем кладбище.

## Избранные труды
- Zur Frage der Veränderungen des Nervensystems bei Gonococcen-Infection. Med. Woche 5, ss. 411—413 (1904)
- О взаимоотношеніи задних корешков спинного мозга и пирамиднаго пучка при регуляціи движеній: (экспериментальное изслѣдованіе). Тип. Союза печатного дѣла, 1911
- К учению о внутренней отделительной деятельности щитовидной железы при физиологических и некоторых патологических условиях. Саратов, 1915
- Осокин Н. Е. К вопросу о проводниковой афазии. Мед. ж-л БССР 9—10, с. 19—23 (в соавт. 1940)
- Л. О. Даркшевич как ученый и педагог. К 90-летию со дня рождения. Невропатология и психиатрия 48 (5), С. 49-53 (1948)
- Наследие С. С. Корсакова в области невропатологии. Невропатология и психиатрия 19 (1950)